# John Doherty
John Peter Doherty (Manchester, 12 maart 1935 - aldaar, 13 november 2007) was een Brits voetballer. Hij speelde meestal als rechtsbinnen.
Doherty startte in 1952 bij Manchester United met zijn professionele voetbalcarrière. In het seizoen 1955-56 maakte hij deel uit van het team dat de Football League First Division won.
In oktober 1957 werd hij getransfereerd naar Leicester City FC voor £6500. Zijn vertrek bij United, werd bekendgemaakt vlak voordat acht van zijn collega's hun leven verloren in de vliegramp van München. Op dat moment werd Doherty aan zijn knie geopereerd in het ziekenhuis van Leicester.
Hij verliet Leicester na slechts één seizoen, vanwege meerdere blessures aan zijn knie. Vervolgens speelde hij nog voor Rugby Town, en voor Altrincham FC.
In de herfst van 1958, deed Arsenal FC een aanbod aan Jimmy Murphy, de assistent-trainer van Manchester United. Murphy bood Doherty de kans aan om zijn assistent te worden. Uiteindelijk trok Murphy zich terug, en zo is een partnerschap nooit tot stand gekomen.
Doherty stierf op 72-jarige leeftijd, aan de gevolgen van longkanker.